# Bratskij (rejon ust-łabiński)
Bratskij (ros. Братский) – chutor w Rosji, w Kraju Krasnodarskim, w rejonie ust-łabińskim. W 2010 liczył 1452 mieszkańców.